# Hendrik Bussink
Hendrik Bussink (Ede, 12 februari 1898 - aldaar, 2 maart 1985) was een Nederlandse journalist, en verzetsstrijder in de Tweede Wereldoorlog. 

## Levensloop
Bussink begon zijn journalistieke carrière in 1927 bij de Edesche Courant. Tijdens de Tweede Wereldoorlog was Bussink op meerdere fronten actief in het verzet. Hij raakte betrokken bij de illegale krant Trouw. Ook schreef hij voor de lokale Edese verzetskrant De eendracht, die vanaf september 1944 tot aan de bevrijding verscheen.
In het voorjaar van 1943 werd in Ede een lokale afdeling van de Landelijke Organisatie voor Hulp aan Onderduikers opgericht. Bussink hield zich onder andere bezig met het inzamelen van geld voor het levensonderhoud van de onderduikers. Dit deed hij samen met een vriend, de bakker A. van Appel. Zowel Appel als Bussink werden op 17 februari 1944 gearresteerd door de agenten Abraham Kipp en Jacobus van der Sluis. Zij werden opgesloten in de Koepelgevangenis in Arnhem op verdenking van deelname aan illegale activiteiten. Eind april 1944 werden beide mannen overgebracht naar Kamp Amersfoort, maar op 19 juni 1944 vrijgelaten wegens gebrek aan bewijs.
Na de door de geallieerden verloren Slag om Arnhem in september 1944 waren er veel parachutisten achtergebleven in de regio. Een deel werd opgevangen door het verzet. Een groep van vijftig man werd ondergebracht in een schaapskooi aan de Zecksteeg in het buitengebied van Ede. Bussink hielp bij de bevoorrading. In de nacht van 19 op 20 oktober 1944 sloop een groep honderdveertig man, merendeels geallieerde soldaten, dwars door de Duitse linies en stak de Rijn over tussen Renkum en Wageningen. Samen met Marten Wiegeraadt was Bussink verantwoordelijk voor het uitzetten van wachtposten langs de route die de deelnemers aan de crossing moesten afleggen op weg naar het verzamelpunt.
In de vroege ochtend van 30 september 1944 werd het baanvlak van de spoorbaan tussen Ede en Barneveld op twee plaatsen vernield. Ter hoogte van Lunteren was een groep onder leiding van Wim van der Mheen verantwoordelijk voor de aanslag, in Ede waren dat Bussink en Gerard Lambert. Gelukkig voor de bevolking geloofden de Duitsers dat een geallieerd vliegtuig verantwoordelijk was voor de schade. Zodoende bleven represailles uit. Ruim een  maand later, op 10 november, nam hij nog deel aan een wapendropping in de buurt van Nederwoud.
Bussink werd na de oorlog eigenaar van de Edesche Courant. Ook trad hij toe tot de lokale staf van de Binnenlandse Strijdkrachten. Hij kwam in dienst van Trouw. Aanvankelijk werkte hij op de redactie in Deventer, later op de centrale redactie in Amsterdam. In 1966 ging hij met pensioen.

## Persoonlijk
Samen met zijn vrouw Helena Hermina van Scherrenburg (1913-1987) kreeg Bussink vier kinderen. Hij ontving van de Amerikaanse regering de Medal of Freedom.